# Kimiyasu Kudō
Kimiyasu Kudō (jap. 工藤 公康, Kudō Kimiyasu, häufig als Kudoh romanisiert; * 5. Mai 1963 in Toyoake, Präfektur Aichi) ist ein japanischer Baseballspieler für die Saitama Seibu Lions in der Pacific League. Der linkshändige Pitcher ist 2010 neben Masa Yamamoto der einzige noch aktive Pitcher mit mehr als 200 Wins. Dreimal wurde er in die Best Nine aufgenommen und nahm acht Mal am All-Star-Game teil, 1987 erhielt er den Shōriki-Matsutarō-Preis.
Kudō besuchte die Nagoya-Denki-Oberschule, mit der er in seinem Abschlussjahr beim Sommer-Kōshien 1981 den 19. No-Hitter der Turniergeschichte warf; seine Mannschaft schied später im Halbfinale aus. Im Draft 1981 kam er in der sechsten Runde zu den Seibu Lions, für die er am 10. April 1982 in der ersten Mannschaft debütierte und bereits in seinem Rookie-Jahr über 20 Einsätze als Reliever hatte. Im selben Jahr hatte er auch seinen ersten kurzen Einsatz in der Nihon Series, in der er den ersten von acht Meistertiteln mit Seibu gewann. Ab der Saison 1985 kam Kudō regelmäßig als Starter zum Einsatz, im gleichen Jahr erzielte er mit 2.76 erstmals den besten ERA der Liga.
In der Nihon Series 1985 gegen die Hanshin Tigers musste Kudō im ersten und dritten Spiel jeweils einen 3-Run-Home Run von Hanshins Homerunchampion Randy Bass zulassen. Das dritte Spiel konnten die Lions zwar gewinnen, Serie und Meisterschaft gingen aber später an die Tigers. Ein Jahr später, in der Meisterschaftsserie 1986 wendete Kudō nach einem Unentschieden und drei Niederlagen die Serie mit einem Walk-off Hit für die Lions, die auch die folgenden drei Spiele gewannen. Kudō wurde als MVP der Nihon Series ausgezeichnet, einen Titel, den er erneut 1987 erhielt, als er mit zwei Wins und einem Save zum Sieg Seibus über die Yomiuri Giants beitrug. 1987, als er in der regulären Saison zum zweiten Mal den besten ERA der Liga verzeichnete, wurde er erstmals in die Best Nine der Pacific League aufgenommen.
Auch durch Verletzungen bedingt warf er gegen Ende der 1980er Jahre schwächere Saisons: 1989 verzeichnete er mit 4.96 erstmals einen ERA von über vier und mit 4–8 seinen ersten losing record als Starter, im gleichen Jahr verpassten die Lions erstmals seit 1984 die Nihon Series. Ab einer starken Spielzeit 1991 gehörte Kudō wieder stabil zu den besseren Pitchern der Liga. 1993 verlor Seibu zwar nach drei Titeln in Folge die Meisterschaft, Kudō wurde aber für eine gute Saisonleistung (15–3, 2.06) als MVP der Pacific League und zum zweiten Mal als Best-Nine-Mitglied ausgezeichnet.
1994 verlängerte Kudō seinen Vertrag mit den Lions nicht mehr und wurde zum Free Agent. Für das Jahr 1995 unterzeichnete er einen Vertrag mit den Fukuoka Daiei Hawks unter dem neuen Manager Sadaharu Oh. Für die Hawks markierte die Oh-Ära die Wende von einem schwächsten Teams der Liga zu einem Meisterschaftsanwärter. Kudō spielte fünf Jahre lang in Fukuoka, seine beste Saison warf er 1999 (11–7, 2.38), als die Hawks auch den ersten Nihon-Series-Sieg seit 35 Jahren verzeichneten. Anschließend wechselte Kudō zum Rekordmeister Yomiuri Giants in die Central League. Nach einem erneut starken Jahr 2000, in dem er in die Best Nine aufgenommen und mit einem Golden Glove, ausgezeichnet wurde, kam er 2001, beeinträchtigt durch eine Verletzung, kaum zum Einsatz und warf danach noch bis 2006 als solider Starter mit winning records für die Giants, hatte aber ab 2003 regelmäßig ERAs über vier. Bei seiner Vertragsverlängerung 2003 musste er eine deutliche Gehaltskürzung hinnehmen. Im August 2004 erreichte er als 23. Pitcher im japanischen Profibaseball den Meilenstein von 200 Wins in der Karriere. 2005 war seine letzte Spielzeit mit mehr als zwanzig Starts und mehr als zehn Wins.
2007 kam Kudō als Kompensation für den Free Agent Ken Kadokura zu den Yokohama BayStars, wo er seine letzte Saison als regelmäßiger Starter absolvierte. Nach einer Ellenbogenoperation 2007 hatte er 2008 nur drei Einsätze und kam danach fast nur noch als Reliever zum Einsatz. 2009 entließen die BayStars Kudō, woraufhin er zu seinem ersten Team, den Seibu Lions, zurückkehrte. Dort warf er 2010 nur insgesamt sechs Innings in zehn Spielen in der ersten Mannschaft, im August 2010 wurde er in die zweite Mannschaft versetzt.